# مد جزر (مسلسل)
مد جزر (بالتركية: Medcezir)‏ هو مسلسل تركي عرض على جزئين، من بطولة شاتاي أولسوي بدور يمان الشاب الطموح الفقير، والممثلة سيريناي ساريكايا بدور ميرا الفتاة الغنية الذين يقعان في حب بعضهما البعض. هو عبارة عن مسلسل شبابي مقتبس من السلسلة الأمريكية الشهيرة The OC، بدأ العمل عليه في سبتمبر 2013 وانتهى العمل منه عام 2015.

## الممثلين
شاتاي أولسوي "يامان"
سيريناي ساريكايا "ميرا"
متين أكدولجار "اوركون"
باريش فالاي "سليم"
تانير اولماز "مارت"
هازار إيرجوتشلو "ايلول"
شيبنام دونماز "سودي"
مراد أيجين "فاروق"
ميريش أرال "هالي"
باتوهان بيجيمجيل "بوراك "
ميراي دانر "بيرين"
هاري سوريل "ليلى"
علي أكسوز "كنان"
جان جورزاب "عاصم"
ميني توجاي "ايندار"
باتوهان اكشي "دوروك"
دفنا كايلار "سيديف"
ايجم اكبين "توتشا"

## روابط خارجية
- مد جزر على موقع IMDb (الإنجليزية)
- مد جزر على موقع كينوبويسك (الروسية)
- مد جزر على موقع قاعدة بيانات الفيلم (الإنجليزية)